# Lista över varumärken för fordonsbränsle i Sverige
Lista över varumärken för fordonsbränsle i Sverige förtecknar försäljningsnamn för fordonsbränsle från den tidiga försäljningsstarten på bensinstationer i början av 1900-talet.
Det finns omkring 2 670 bensinstationer i Sverige (2016), varav flertalet är automatstationer.
Ett enskilt försäljningsföretag kan använda ett, två eller tre varumärken parallellt. I vissa fall använder ett företag parallellt ett varumärke för bemannade fullservicestationer och ett annat för automatstationer. De mest spridda varumärken för fordonsbränsle 2017 i Sverige är:
- OKQ8, ägt av Oljekonsumenternas förbund och Kuwait Petroleum AB i ett samägt försäljningsbolag.
- Circle K och Ingo, ägt respektive licensierat av Alimentation Couche-Tard Ltd.
- Preem och SÅIFA (lastbilsbränsle), ägda av Preem.
- St1 och Shell, ägt respektive licensierat till St1 Nordic Oy.
- Qstar, Bilisten och Pump, ägda av Qstar Försäljnings AB, dotterföretag till DCC plc.

## Varumärken för fordonsbränsle på den svenska marknaden
Fortfarande använt varumärke i Sverige 2016
| Bild | Varumärke                 | Antal tappställen 2016 | Ägare | Varumärket etablerat i Sverige år | Varumärket nedlagt i Sverige år | Varumärke som senast ersatts                          | Närmast ersättande varumärke                                       | Kommentarer |
| ---- | ------------------------- | ---------------------- | --- | --------------------------------- | ------------------------------- | ----------------------------------------------------- | ------------------------------------------------------------------ | --- |
|      | Pratts                    | 0                      | Standard Oil genom Krooks Petroleum & Olja AB med flera                                                                                      | 1910                              | 1925                            | Nytt                                                  | Standard                                                           | Varumärket användes av Krooks Petroleum & Olja AB, Vestkustens Petroleum och andra Standard Oil- (senare Standard Oil of New Jersey)-ägda regionalt verkande svenska dotterföretag. |
|      | Standard                  | 0                      | Standard Oil of New Jersey genom Krooks Petroleum & Olja AB, Vestkustens Petroleum, med flera, från 1934 genom Svenska Petroleum AB Standard | 1925                              | 1939                            | Pratts                                                | Esso                                                               | |
|      | Esso                      | 0                      | Svenska Petroleum AB Standard, 1951 namnändrat till Svenska Esso AB                                                                          | 1939                              | 1985                            | Standard                                              | Statoil                                                            | |
|      | Shell                     | 136                    | Svensk-Engelska Mineralolje AB, från 1939 AB Svenska Shell, ägt av Royal Dutch Shell                                                         | 1903                              | Kvarvarande som varumärke       | Nytt                                                  | St1. Bemannade stationer kvar under varumärket Shell tills vidare. | År 2010 köpte St1 huvuddelen av Shells verksamhet i Sverige, med ett raffinaderi i Göteborg och 565 bensinstationer. Automatstationerna bytte namn till St1. Med början i april 2025 skyltas kvarvarande Shell-stationer om till St1. Omskyltningen pågår till slutet av 2025. |
|      | Texaco                    | 0                      | Texas Fuel Company, från 1939 Texaco | 1921 åter introducerat 1967       | 1957, 1996                      | Nytt                                                  | Caltex 1957, OK och Preem 1966 och 1994                            | Texaco övertog 1921 Wahlunds Mineralolje AB. Stationerna använde varumärket Caltex 1957–1967. Hälften av verksamheten såldes till OK Petroleum AB 1966. Resten köptes 1994 av Mohammed Al-Amoudi för att ingå i det utvidgade OK Petroleum, och senare – efter uppdelning av detta företag – i Preem. |
|      | BP                        | 0                      | Svenska BP AB, ägt av Anglo-Persian Oil Company, från 1935 Anglo-Iranian Oil Company, från 1954 British Petroleum Company                    | 1922                              | 1993                            | Nytt                                                  | Uno-X                                                              | Uno-X köpte 200 av BP:s Mack-automatstationer 1989. Statoil köpte Svenska BP AB 1993. |
|      | IC                        | 0                      | Bilägarnas Inköpscentral, från 1963 Oljekonsumenternas förbund                                                                               | 1926                              | 1969                            | Nytt                                                  | OK                                                                 | Bensinstationerna drevs under varumärket Oljekonsumenternas förbund OK från 1969. |
|      | Nafta                     | 0                      | AB Nafta Syndikat, ägt av Sojusneftexport | omkring 1931                      | 1937                            | Nytt                                                  | Gulf                                                               | AB Nafta Syndikat köptes av Gulf 1937. |
|      | Nynäs                     | 0                      | Nynäs Petroleum, ägt av A. Johnson & Co | 1932                              | 1981                            | Nytt                                                  | Shell                                                              | Shell förvärvade Nynäs 1982. |
|      | Gulf                      | 0                      | Svenska Gulf AB, ägt av Gulf Oil Corporation                                                                                                 | 1937                              | 1983                            | Nafta                                                 | Q8                                                                 | Kuwait Petroleum International förvärvade Svenska Gulf 1984 och bytte varumärke till Q8. Varumärket Gulf återetablerades i Sverige 2007 av Christen Ager-Hanssens kortlivade Nordic Oil som hade köpt Pump. Bensinstationerna övertogs av Gösta Welandsons Weland AB genom Svenska Oljebolaget, som drev dem under varumärket Gulf till 2009. Gulf återkom som bensinvarumärke i Sverige en gång till 2012. |
|      | Gulf                      | 9                      | EMAB AB i samarbete med C Hansen Group AB | 2012                              | Kvarvarande                     | Olika                                                 | Kvarvarande                                                        | Gulf återkom 2012 som varumärke för enskilt ägda bensinmackar i inköpsorganisationen EMAB, vilken licensierat varumärket av C. Hansen Group AB, vilken i sin tur är licenstagare till Gulf Oil International i London, en del av Hinduja Group. |
|      | Koppartrans               | 0                      | Stora Kopparbergs Bergslags AB och Rederi AB Transatlantic                                                                                   | 1947                              | 1970-talet                      | Nytt                                                  | Shell                                                              | Koppartrans köptes av Shell 1964. |
|      | Caltex                    | 0                      | Caltex Oil Corporation | 1947                              | 1967                            | Texaco                                                | Texaco                                                             | Texacos svenska bensinstationer drevs under varumärket Caltex mellan 1947 och 1967. |
|      | Fina                      | 0                      | Petrofina S.A. | 1955                              | 1984                            | Nytt                                                  | SP                                                                 | Svenska Petroleum AB köpte Svenska Fina 1984. |
|      | OK                        | 0                      | Oljekonsumenternas förbund | 1945 (1969)                       | 1998                            | IC                                                    | OKQ8                                                               | IC:s tidigare bensinstationer skyltades till OK 1969. Dessförinnan hade OK varit varumärke endast för några egna bensinstationer. Från 1998 sålde OK bensin gemensamt med Kuwait Oil i det hälftenägda försäljningsbolaget OKQ8. |
|      | Mobil                     | 0                      | Mobil Corporation | 1955                              | 1985                            | Nytt                                                  | Hydro                                                              | Norsk Hydro övertog Mobils bensinstationer 1985. |
|      | Uno-X                     | 0                      | 1959–1967 Arne Sandberg 1967–1996 Burmah Castroil 1996–2007 Norsk Hydro 2007–2009 Statoil/Hydro                                              | 1959                              | 2009                            | Mack                                                  | Hydro                                                              | Burmah Castrol Oil köpte Uno-X 1967. Uno-X köpte 200 Mack-automatstationer av BP 1989. Uno-X köptes av Norsk Hydro 1996. Stationerna såldes av det 2007 fusionerade Statoil/Hydro 2009 till St1. |
|      | Din-X                     | 151                    | Skandinaviska Bensin AB Din-X, ägt av Vitta Lysgaards (död 2013) arvingar samt Johannes Jensen och Helle Man Jensens Fond                    | 1962                              | Kvarvarande                     | Nytt                                                  | Kvarvarande                                                        | Bolaget i Sverige grundades av Peter Lysgaard och Johannes Jensen, som tidigare hade startat Uno-X i Danmark. I Sverige hade då Arne Sandberg redan registrerat och börjat använda detta varumärke. |
|      | Mack                      | 0                      | Svenska BP | 1972                              | 1989                            | Nytt                                                  | Uno-X                                                              | Kedjan av 200 automatstationer såldes till Uno-X 1989. |
|      | Murco                     | 0                      | Svenska Murco Petroleum, ägt av Murphy Oil Corporation                                                                                       | 1961                              | 1969–70                         | Nytt                                                  | BP                                                                 | Svenska BP köpte Murcos svenska bensinstationer 1969–70. |
|      | SÅIFA                     | 22 + 550               | Dels SÅIFA i Värmland AB, dels Preem | 1972                              | Kvarvarande                     | Nytt                                                  | Kvarvarande                                                        | Försäljningsställen för fordonsbränsle för tung yrkestrafik |
|      | Maxi                      | 0                      | Ursprungligen Kurt Nordström (1920–2015) från 1978 Continental Oil Co                                                                        | Omkring 1970                      | 1978                            | Nytt                                                  | Jet                                                                | Företaget såldes 1978 till Continental Oil Co, och bytte namn till Jet. |
|      | Ara-Jet och Jet           | 0                      | Arabolagen/ Continental Oil Co, senare ConocoPhillips                                                                                        | 1976                              | 2009                            | Maxi                                                  | Ingo och St1                                                       | Statoil/Hydro köpte bensinstationerna 2009. Samma år såldes 40 Jet-stationer, tillsammans med 118 Hydro- och Uno-X-stationer i Sverige till St1 enligt villkor från EU-kommissionen. |
|      | Tapp/ ICA Tapp            | 0                      | Ica | 1976                              | 2009                            | Nytt                                                  | Statoil                                                            | Statoil och ICA bildade ett gemensamt försäljningsbolag 2009. |
|      | Bilisten                  | 48                     | Ursprungligen bland andra Volvo 1985–99 Shell 1999–2008 MVI Från 2008 Qstar Försäljnings AB                                                  | 1980                              | Kvarvarande                     | Nytt                                                  | Kvarvarande                                                        | Shell köpte Bilisten 1985. Varumärket ägs numera av Qstar Försäljnings AB. |
|      | Q8                        | 0                      | Kuwait Petroleum International | 1983                              | 1998                            | Gulf                                                  | OKQ8                                                               | Bensinstationerna drevs från 1999 tillsammans med OK inom det hälftenägda försäljningbolaget OKQ8. |
|      | SP                        | 0                      | Svenska Petroleum AB | 1984                              | 1986                            | Fina                                                  | OK                                                                 | Svenska Petroleum AB köpte Fina 1984. År 1986 bildades OK Petroleum AB av Oljekonsumenternas förbund, Svenska Petroleum AB och Neste. |
|      | Statoil och Statoil 1-2-3 | 0                      | Statoil, från 2007 Statoil/Hydro, senare namnändrat till Statoil                                                                             | 1985                              | 2016                            | Esso                                                  | Circle K                                                           | Statoil köpte Svenska Esso AB 1985. År 1991 gjordes stationsbyte med BP, varvid Statoil förvärvade BP:s 86 stationer norr om Dalälven och på Gotland, medan BP fick 23 Statoilstationer i södra och mellersta Sverige. År 1993 förvärvade Statoils BP:s kvarvarande 240 bensinstationer. År 2007 fusionerades Statoil med Nord Hydros petroleumdel till Statoil-Hydro (senare namnändrat till Statoil). Samma år förvärvade Statoil Jets bensinstationer av ConocoPhillips, varefter 40 Jet-stationer, tillsammans med 118 Hydro- och Uno-X-stationer såldes till St1 enligt villkor från EU-kommissionen. Statoils stationer såldes till St1 2009. |
|      | OK                        | 0                      | OK Petroleum AB | 1987                              | 1998                            | OK, SP, Neste                                         | OKQ8                                                               | OK Petroleum AB bildades 1986 av Oljekonsumenternas förbund, SP och Neste. OK Petroleum köpte 50 procent av Texaco-kedjan 1989. År 1994 förvärvade Corral Petroleum Holdings AB OK Petroleum och tillfördes OK Petroleum resterande 50 procent av Texaco. År 1995 upplöstes OK Petroleum, varvid en del övergick i OK. Resterande OK Petroleum AB bytte namn till Preem 1996. |
|      | Hydro                     | 0                      | Norsk Hydro, från 2007 Statoil/Hydro, senare namnändrat till Statoil                                                                         | 1985                              | 2009                            | Mobil, Uno-X                                          | St1                                                                | Norsk Hydro övertog Mobils bensinstationer 1985. År 1996 köptes Uno-X. Det fusionerade Statoil/Hydro köpte 2009 Jet-stationerna i Sverige av ConocoPhillips. År 2009 såldes 40 Jet-stationer i Sverige tillsammans med 118 Hydro- och Uno-X-stationer till St1 enligt villkor från EU-kommissionen. |
|      | Qstar                     | 321                    | Qstar Försäljnings AB, sedan 2014 ägt av DCC plc                                                                                             | 1990                              | Kvarvarande                     | Nytt                                                  | Kvarvarande                                                        | |
|      | Preem                     | 338                    | Preem Petroleum AB/Corral Petroleum Holdings AB                                                                                              | 1996                              | Kvarvarande                     | Texaco, OK                                            | Kvarvarande                                                        | Corral Petroleum Holdings AB köpte OK Petroleum AB 1994, samma år som resterande 50 procent av Texaco tillfördes företaget. År 1995 delades verksamheten upp mellan Preem och OK. Preem köpte 2003 Norsk Hydros andel på 25 procent i Scanraff, och blev därmed helägare. |
|      | Oljeshejkerna Johnsson    | 17                     | Oljeshejkerna Johnsson AB | Slutet av 1990-talet              | Kvarvarande                     | Nytt                                                  | Kvarvarande                                                        | |
|      | OKQ8                      | 652                    | | 1998                              | Kvarvarande                     | OK och Q8                                             | Kvarvarande                                                        | OK och Kuwait Petroleum gick samman i samriskföretaget OKQ8 1999. |
|      | Dalvik Oil                | 31                     | Dalviks kvarn AB |                                   | Kvarvarande                     |                                                       | Kvarvarande                                                        | Tankstationer i mellersta Sverige |
|      | Tankvärt Gotland          | 6                      | Tankvärt Gotland | 2001                              | Kvarvarande                     |                                                       | Kvarvarande                                                        | Tankstationer på Gotland |
|      | St1                       | 283                    | Keele Oy | 2004                              | Kvarvarande                     | Jet, Hydro, Uno-X och Shell                           | Kvarvarande                                                        | St1 köpte 2009 40 Jet-stationer i Norge och 40 Jet-stationer i Sverige tillsammans med 118 Hydro- och Uno-X-stationer. St1 köpte 2010 huvuddelen av Shells verksamhet i Sverige, med ett raffinaderi i Göteborg och 565 bensinstationer. |
|      | Pump                      | 12                     | Qstar Försäljnings AB | 2000                              | 2007                            | Nytt                                                  | Kvarvarande                                                        | Varumärket ägs sedan 2010 av Qstar Försäljnings AB |
|      | Ingo                      | 244                    | Alimentation Couche-Tard | 2013                              | Kvarvarande                     | Jet                                                   | Kvarvarande                                                        | Varumärket ändrades på de av Alimentation Couche-Tard ägda svenska Jet-stationerna 2013–14. |
|      | Circle K                  | 353                    | Alimentation Couche-Tard Inc. | 2016                              | Kvarvarande                     | Statoil och Hydro                                     | Kvarvarande                                                        | År 2012 köpte Alimentation Couche-Tard bensinstationskedjan Statoils dotterbolag Statoil Fuel & Retail. Namnbyte till Circle K skedde 2016. |
|      | Tanka                     | 43                     | Volvohandlarföreningen | ?                                 | Kvarvarande                     | Nytt                                                  | Kvarvarande                                                        | |
|      | Green Petroleum           | Omkring 30             | PR Green Petroleum AB | 2008                              | Kvarvarande                     | Nytt                                                  | Kvarvarande                                                        | |
|      | Börjes Tankcenter         | 14                     | Börjes Tankcenter AB |                                   | Kvarvarande                     | Nytt                                                  | Kvarvarande                                                        | Bensinstationer i Småland |
|      | Runes Bensin              | 6                      | Runes Bensin och Oljeimport AB | 1955                              | Kvarvarande                     | Nytt                                                  | Kvarvarande                                                        | Bensinstationer i Småland |
|      | NB Oil                    | 6                      | NB Oljor AB – Nordins Bergslagsoljor | 1957                              | Kvarvarande                     | Nytt                                                  | Kvarvarande                                                        | Bensinstationer i Västmanland |
|      | Petrol                    | 6                      | Petrol Bensinstation Vida Vättern AB |                                   | Kvarvarande                     | Nytt                                                  | Kvarvarande                                                        | En bensinstation vid Vida Vättern i Ödeshögs kommun |
|      | Paroy                     | 41                     | HW Energi AB | 2021                              | Kvarvarande                     | Svenska Oljebolaget, HGL Bränsle och BränsleCompaniet | Kvarvarande                                                        | Företaget har funnits sedan 1960-talet och levererade då diesel, villaolja och smörjoljor. År 2021 samlade företaget sina tidigare varumärken under namnet Paroy och säljer i dagsläget fordonsbränsle till både privatpersoner och företagskunder. |